# École de Honfleur
L'école de Honfleur est le centre géographique et spirituel d'une colonie de peintres paysagistes. L'appellation tient son nom du village de Honfleur (Normandie), autour duquel certains artistes peintres affluèrent pendant près de soixante dix ans entre 1824 et la fin du XIXe siècle.
Les peintres de cette école sont considérés comme étant ceux de l'un des courants majeurs précurseurs de l'impressionnisme.

## Histoire de l'École de Honfleur
Ses membres fondateurs furent Auguste-Xavier Leprince, Paul Huet, Eugène Isabey.
Ce mouvement artistique correspond aussi à la naissance de la mode des bains de mer et à la création de Deauville, nouvellement desservie par le chemin de fer. Il a alors l'idée, en voyant les estivants de la bourgeoisie et de la noblesse parisienne flâner sur les plages des stations balnéaires normandes, de représenter ces mondanités et ces élégantes. Ces scènes de plage ne rencontrent pas le succès du public qui juge ses peintures voyeuristes et bâclées, mais attirent l'attention des critiques et des artistes d’avant-garde.
Eugène Boudin, honfleurais, incarne par excellence l'école de Honfleur. Il rencontre aussi le peintre hollandais Johan Barthold Jongkind et surtout Claude Monet, rencontré en 1854 dans la boutique d’un encadreur-papetier havrais exposant dans sa vitrine à la fois les tableaux de Boudin et les caricatures de Monet qu'Eugène Boudin initiera à la peinture en plein air, notamment lors des séjours à la ferme Saint-Siméon à Honfleur où se retrouvent régulièrement de nombreux peintres parisiens et normands. Boudin entre ainsi en contact avec des peintres des environs associés à l'école de Barbizon, notamment Constant Troyon, Eugène Isabey, ou des artistes comme Charles Baudelaire. Vers 1845-1850, les peintres, formés au paysage dans la forêt de Fontainebleau ou à Barbizon, prennent pension à la Ferme Saint-Siméon, créant ainsi un foyer amical et joyeux que les journalistes décrivent en 1859. Monet dira de lui « Si je suis devenu peintre, c'est à Boudin que je le dois » car son maître et ami lui apprend « à voir et à comprendre ». Il se lie également d'amitié avec Gustave Courbet qui est installé à Deauville, à l'époque.
Partagé entre Paris et Honfleur depuis 1871, Adolphe-Félix Cals se décide enfin à s'installer, en 1873, dans ce port normand où séjournent de nombreux peintres. Ami de Jongking, il fréquente les peintres pensionnaires de la ferme Saint-Siméon et peint même la ferme sur le motif.
Il faut attendre le XXe siècle pour voir le terme d'« école de Honfleur » apparaître. Depuis, ce terme est remis en cause par les historiens de l'art qui contestent l'idée qu'il y aurait eu une « école » à Honfleur. On aurait plus affaire à un ensemble de peintres aux styles différents, qui, à des époques diverses (Alain Borer situe ainsi dans l'école le peintre contemporain Jacques Vimard), ont trouvé une source d'inspiration commune dans les paysages normands de Honfleur et de son port.

## Peintres de l'École de Honfleur
- Auguste-Xavier Leprince
- Paul Huet
- Eugène Isabey
- Eugène Boudin
- Johan Barthold Jongkind
- Adolphe-Félix Cals

suivant les auteurs :
- Louis-Alexandre Dubourg
- Stanislas Lépine

Des peintres comme Gustave Courbet, Jean-Baptiste-Camille Corot, Raoul Dufy, Albert Marquet, Claude Monet, Paul Signac, Georges Seurat, James Abbott McNeill Whistler ou Othon Friesz ont installé leur chevalet à Honfleur, sans pour autant être considéré comme des membres de l'école de Honfleur. Nombreux d'entre-eux sont des peintres impressionnistes.

## Galerie

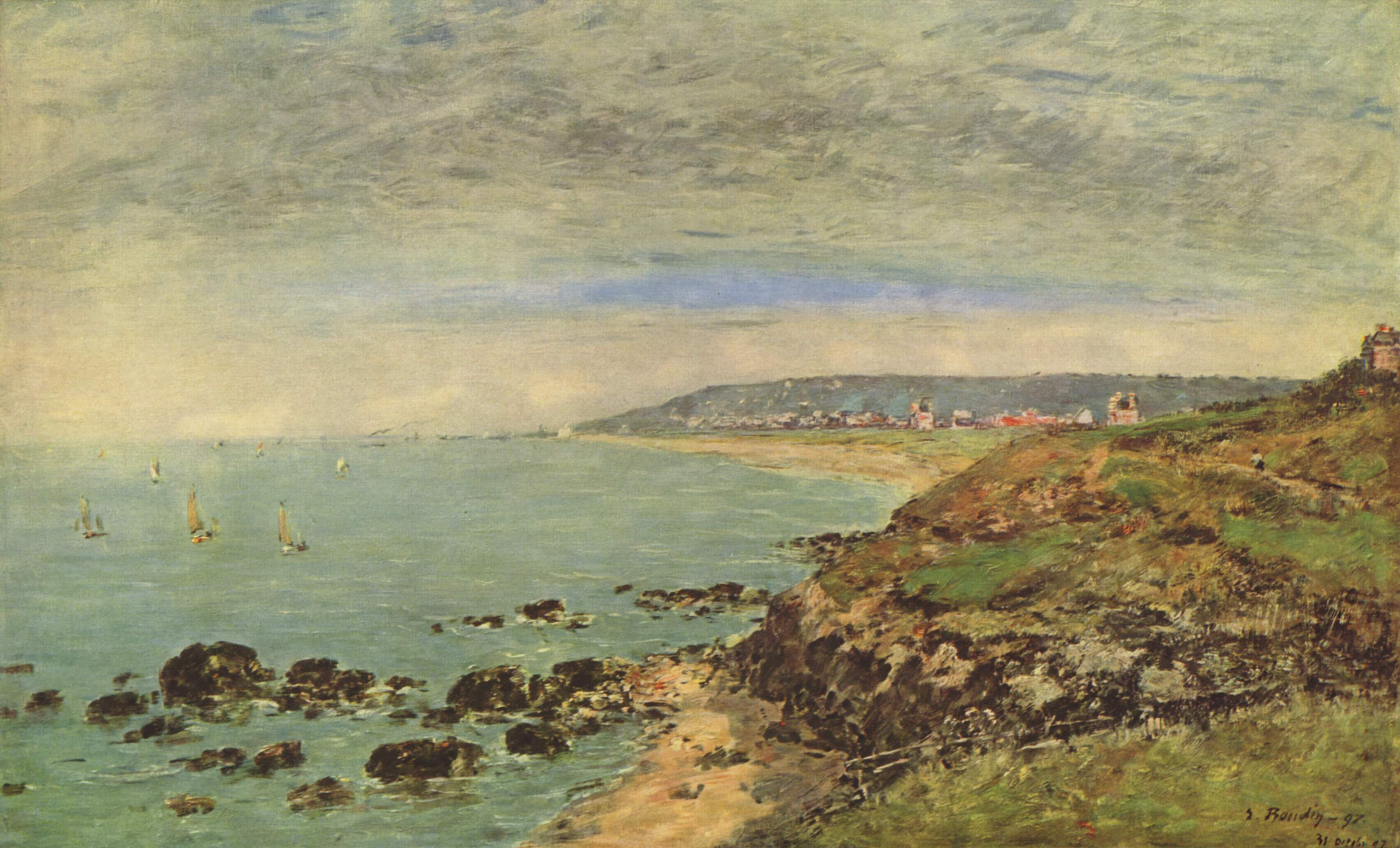
La Côte atlantique à Bénerville (1897).
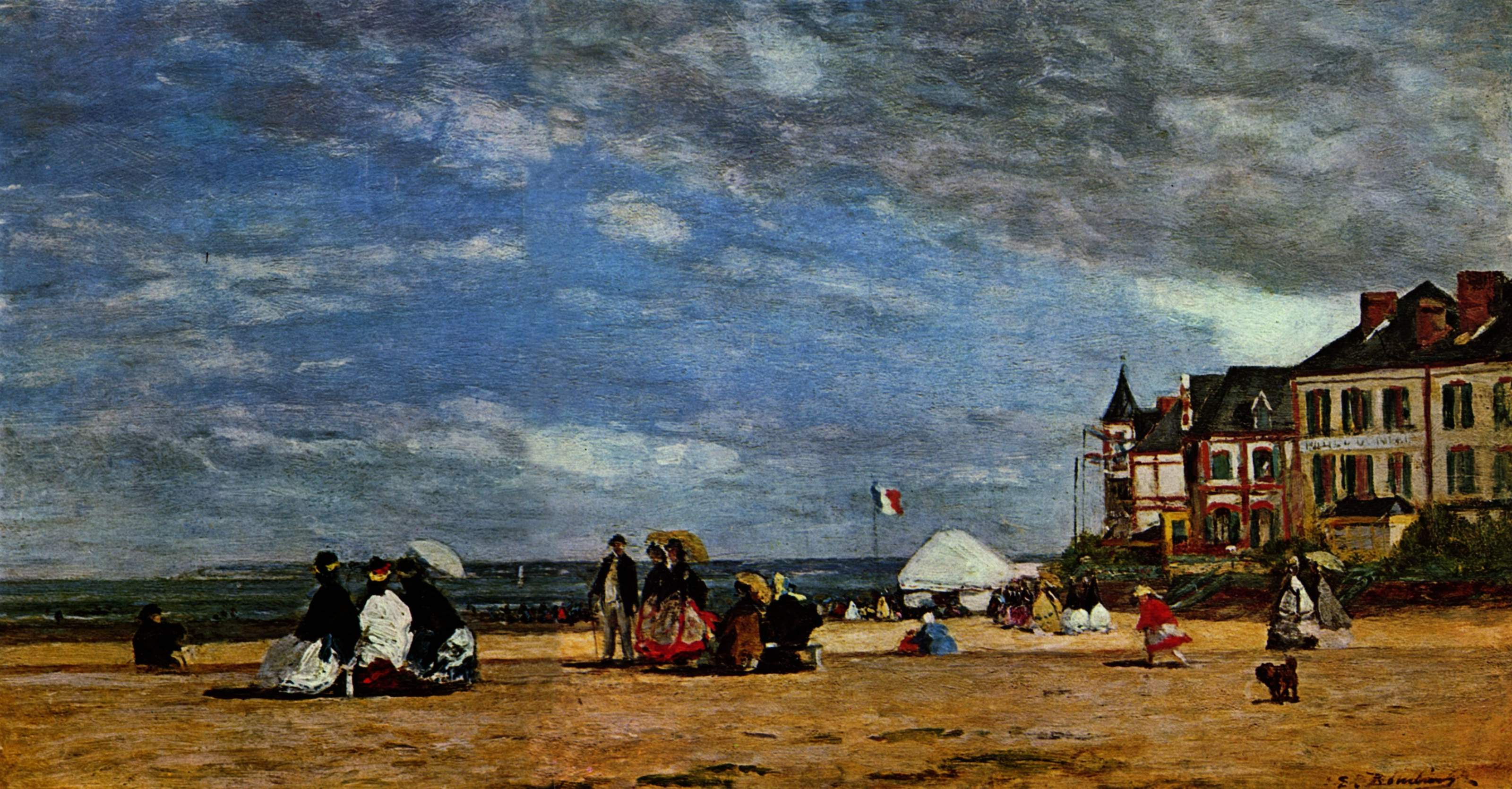
La Plage de Trouville (1864).
La Jetée de Deauville (1869).
L'Heure du bain à Deauville (1865).
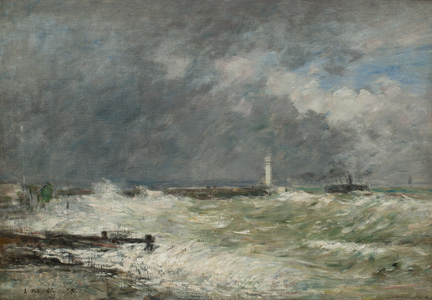
Entrée des jetées du Havre par gros temps (1895), Musée d'art moderne André Malraux - MuMa.
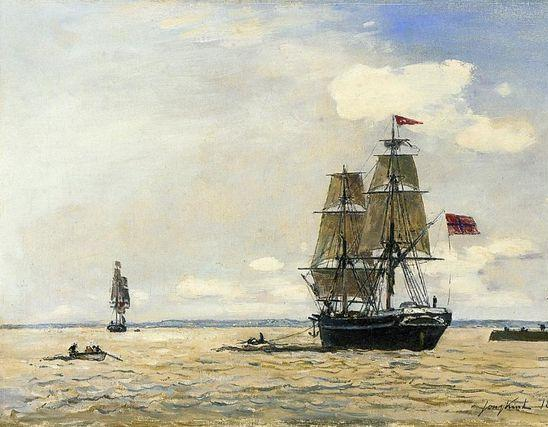
Navire norvégien sortant du port de Honfleur (1865), collection privée.
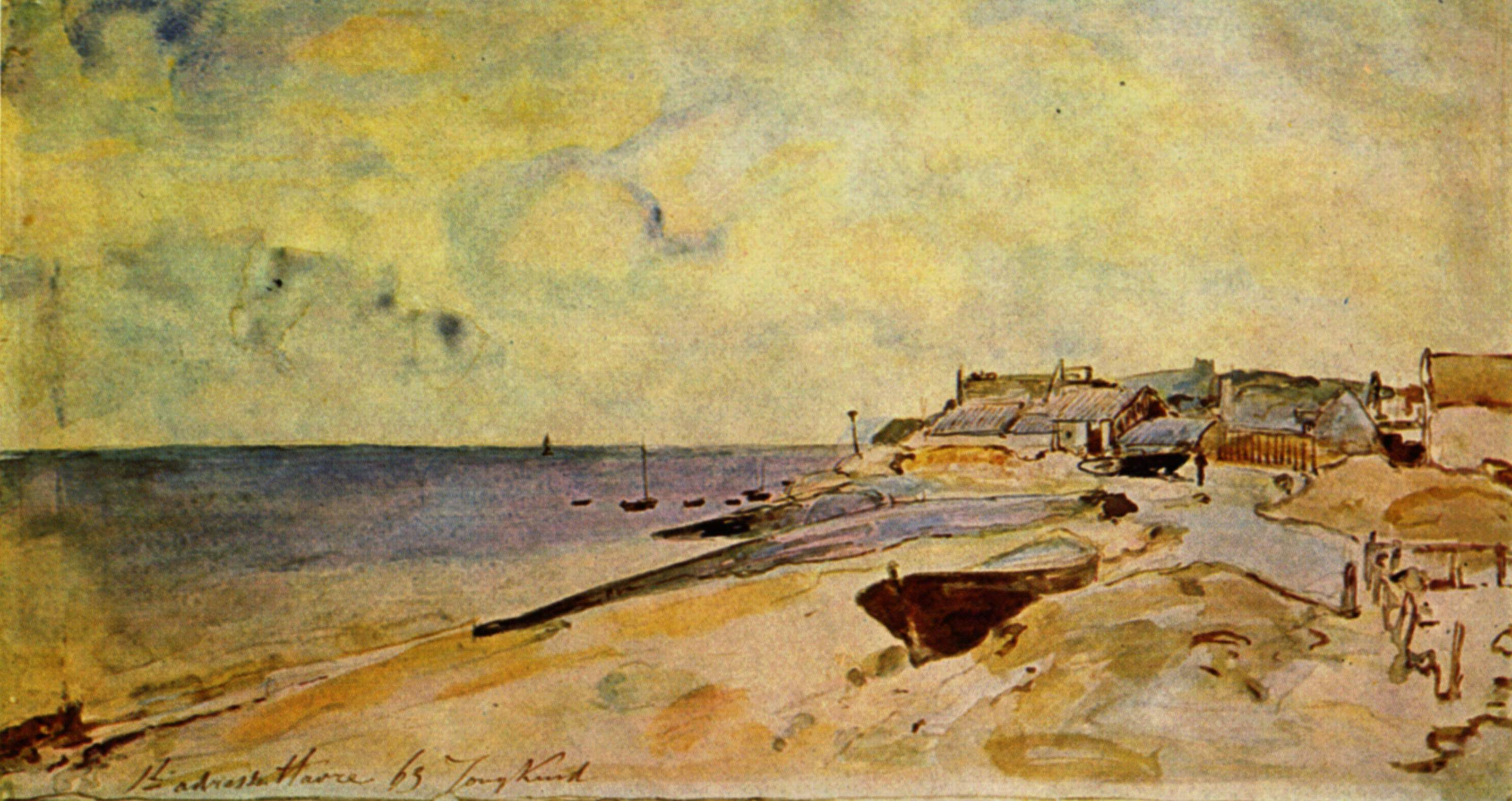
Plage de Sainte-Adresse (1863), Louvre, Paris.
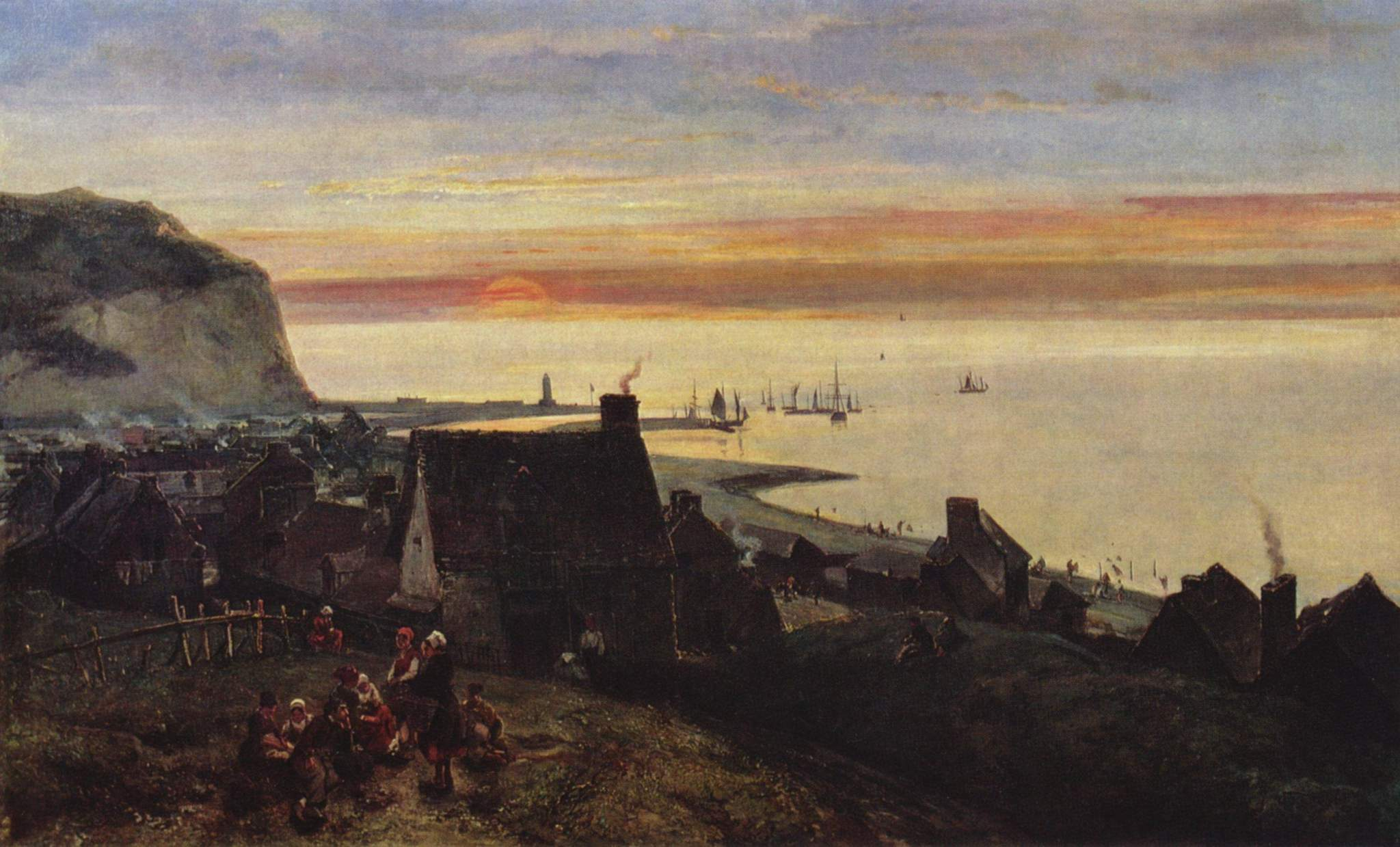
Port d’Étretat (1852), musée Kröller-Müller, Otterlo.
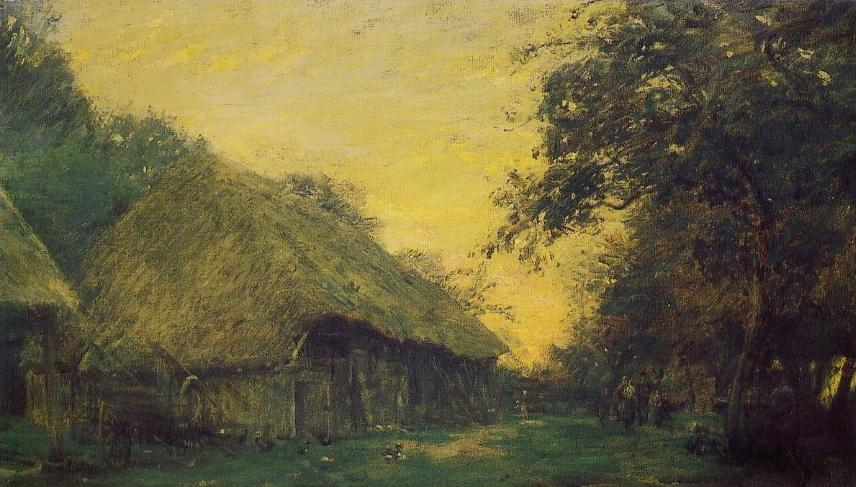
Soleil couchant à Honfleur (1875), Paris, musée d'Orsay.